# Besné
Besné település Franciaországban, Loire-Atlantique megyében. Lakosainak száma 3317 fő (2022. január 1.). Besné Crossac, Donges, Pontchâteau és Prinquiau községekkel határos.

## Népesség
A település népességének változása:
| Lakosok száma | 1440 | 2062 | 2059 | 2237 | 2819 | 2958 | 3051 | 3183 | 3249 | 3317 |
|               | 1968 | 1982 | 1990 | 2006 | 2013 | 2015 | 2017 | 2019 | 2020 | 2022 |